# Sakaćenje
Sakaćenje je izraz za čin nanošenja ozljede koja za posljedicu ima trajnu promjenu na tijelu nekog čovjeka ili životinje, bilo u obliku smanjenja njegove funkcionalnosti (invalidnost) bilo estetske kvalitete (nagrđivanje). Pod sakaćenjem se obično podrazumijeva namjerno ozljeđivanje pri čemu se nastoji žrtvu očuvati na životu. U širem smislu se sakaćenjem nazivaju i djela koja na isti način nastoje deformirati nečije truplo.
Motivi, kao i vrste i razine sakaćenja mogu biti raznoliki, ovisno o različitim okolnostima. U nekim kulturama se sakaćenje provodi na djecom kako bi ona postigla određeni estetski ideal, odnosno iz religijskih razloga. Mnogo češće se sakaćenje vrši kao oblik mučenja ili tjelesne kazne koja za cilj ima ne samo prijestupniku nanijeti bol, nego ga i ˇ"obilježiti" u društvu. U rijetkim slučajevima motiv za sakaćenje je sadističko zadovoljstvo počinitelja, a još u rjeđim mazohističke sklonosti žrtava.
Sakaćenje s medicinskim motivima, odnosno čiji je krajnji cilj spašavanje nečijeg života se naziva amputacija. 